# Borealis (entreprise)
Pour les articles homonymes, voir Borealis.
Borealis AG est une entreprise chimique de polyéthylène (PE) et de polypropylène (PP), dont le siège est à Vienne, en Autriche.

## Histoire
Borealis est fondé en 1994 par la fusion des activités pétrochimiques de Neste et de Statoil. En 1998, Borealis reprend PCD, le secteur pétrochimique de la compagnie pétrolière autrichienne OMV ; OMV et IPIC ont pris les 50 % que Neste avait comme part dans la société. Cette même année, Borealis s'associe à Abu Dhabi National Oil Company (ADNOC) pour fonder une coentreprise (joint venture), Borouge, pour l'exploitation d'un complexe pétrochimique à Abu Dhabi (UAE). En 2005, Statoil renonce à sa part de Borealis et un an plus tard, en juin 2006, le siège social est transféré de Copenhague à Vienne (Autriche).
En 2012, Borealis reprend la société PEC Rhin, située à Ottmarsheim, au groupe GPN (anciennement Grande Paroisse), puis rachète l'intégralité de ce dernier l'année suivante auprès de Total. L'acquisition comprend également les fertilisants Rosier, et inclut quatre sites de production : deux usines GPN, situées à Quiers, en Seine-et-Marne (Usine de Grandpuits), et au Grand-Quevilly, en Seine-Maritime, et deux sites Rosier, à Moustier en Belgique, et à Sas-de-Gand, aux Pays-Bas. L'activité azote de l'autrichien Borealis passe sous le contrôle du groupe tchèque Agrofert en juillet 2023.

## Vue d'ensemble
Borealis AG est une société internationale, deuxième plus grand producteur d'Europe[réf. nécessaire] et huitième plus grand du monde[réf. nécessaire] de polyéthylène et de polypropylène, à destination des secteurs de l'automobile, de l'énergie, de l'infrastructure et de l'emballage. Ses plastiques sont transformés par les clients dans des produits tels que les emballages alimentaires, les dispositifs médicaux, des couches, de l'énergie et des câbles de communication, de la distribution et de l'assainissement de l'eau et la production de pièces automobiles. OMV, société pétrolière et gazière autrichienne, détient 75 % de la société, les 25 % restants étant détenus par Mubadala (anciennement International Petroleum Investment Company) d'Abu Dhabi.

## Sites de production France
- L'activité azote de l'autrichien Borealis est passée sous le contrôle du groupe tchèque Agrofert en juillet 2023 :
- BOREALIS CHIMIE Le Grand-Quevilly
- BOREALIS Grandpuits Mormant
- BOREALIS PEC RHIN Ottmarsheim

## Accidents industriels
- 2009 GPN Grandpuits : 22, 28 juillet et 13 août, pertes de confinement d'ammoniaque - Intoxications de salariés
- 2010 GPN Grandpuits : 27 juin, à la suite d'une coupure d'alimentation électrique, émissions de fumées rouges d'oxyde d'azote[4]
- 2011 GPN Grand-Quevilly : le 29 septembre 2011 à 8h45 : Explosion d'un compresseur d'une unité de fabrication d'ammoniaque - Incendie - Pas de victime [5]
- 2012 Borealis Pec-Rhin Ottmarsheim : incendie sur une porte d’entrepôt, pas de victime, peu de dégât[6]
- 2018 BOREALIS Grandpuits : deux salariés brûlés par de l’acide citrique[7]
- 2022 BOREALIS Grandpuits : chute mortelle d'un salarié d'une entreprise sous-traitante[8]

## Sources
- (en) « Borealis sees a 10 percent rise in annual net profit », Plastic News,‎ 24 février 2017 (lire en ligne).
- Claire Garnier, « Borealis joue la carte des engrais en France », L'Usine nouvelle,‎ 2 octobre 2014.
- Christian Lienhardt, « Borealis s'apprête à doubler ses productions d'engrais », Les Échos,‎ 22 novembre 2013 (lire en ligne).
- Olivier James, « Total pourrait vendre son usine d’engrais GPN », L’Usine nouvelle,‎ 10 mai 2013.
- « Neste  : Le pétrolier finlandais a vendu la participation de 50 % qu'il détient dans le groupe chimiste Borealis », Le Monde,‎ 16 septembre 1997 (lire en ligne).